# Ritratto di Jeanne Hébuterne di profilo
Ritratto di Jeanne Hébuterne di profilo è un dipinto a olio su tela (46x29 cm) realizzato nel 1918 dal pittore italiano Amedeo Modigliani.
Fa parte di una collezione privata parigina.
Il soggetto è la pittrice Jeanne Hébuterne, con cui Modigliani intrattenne un rapporto sentimentale negli ultimi anni.